# Starkweather
Pour les articles homonymes, voir Starkweather.
La ville de Starkweather est située dans le comté de Ramsey, dans l’État du Dakota du Nord, aux États-Unis. Lors du recensement de 2010, sa population s’élevait à 117 habitants.

## Démographie
| 1910 | 1920 | 1930 | 1940 | 1950 | 1960 |
| ---- | ---- | ---- | ---- | ---- | ---- |
| 246  | 302  | 312  | 295  | 229  | 223  |

| 1970 | 1980 | 1990 | 2000 | 2010 | - |
| ---- | ---- | ---- | ---- | ---- | - |
| 193  | 210  | 197  | 157  | 117  | - |

## Source
- (en) Cet article est partiellement ou en totalité issu de l’article de Wikipédia en anglais intitulé « Starkweather, North Dakota » (voir la liste des auteurs).